# La Vierge aux anges
La Vierge aux anges (ou Regina Angelorum) est une huile sur toile de William Bouguereau réalisée en 1900. La peinture est conservée au Petit Palais à Paris.

## Description du tableau
Le tableau représente la Vierge tenant dans ses bras l'enfant Jésus. La Vierge est encerclée par des anges aux traits de visages féminins. Ces derniers sont tournés vers la Vierge et l'Enfant. Les deux anges au premier plan sont agenouillés et tiennent des encensoirs. 
L'enfant Jésus lève les bras et fait le signe du Christ bénissant. Lui et la Vierge se tiennent devant un trône aux motifs byzantins, incrusté de pierres de couleurs. Le regard du Christ est tourné vers le spectateur tandis que la Vierge a les yeux fermés. Cette dernière est auréolée d'une couronne de douze étoiles, neuf étant visibles sur le tableau.
Les couleurs blanches et dorées prédominent dans ce tableau à la teinte très claire. Seul le tissu noir et pourpre porté par la Vierge marque un contraste important.